# لنگدورف
لنگدورف (به آلمانی: Lengdorf) یک شهر در آلمان است که در بایرن واقع شده‌است.

## خصوصیات
لنگدورف ۳۳٫۹۰ کیلومترمربع مساحت دارد ۴۷۳ متر بالاتر از سطح دریا واقع شده‌است.